# Lynn Kuipers
Lynn Kuipers (Almelo, 30 maart 2002) is een Nederlandse handbalster die uitkomt voor Fortes Venlo.

## Biografie

### Clubcarrière
Kuipers werd geboren in Almelo en groeide op in Albergen. Aldaar begon ze met handballen bij RKSV De Tukkers. Op vijftienjarige leeftijd maakte ze de overstap naar DSVD. Voor deze club maakte ze haar debuut in de Nederlandse eredivisie. In 2021 stapte ze over naar competitiegenoot VOC Amsterdam. Hier handbalde ze een jaar totdat ze in 2022 bij het Duitse TSV Bayer 04 Leverkusen haar eerste buitenlandse avontuur aanging. Na een seizoen in Duitsland keerde Kuipers in 2023 terug in Nederland bij Fortes Venlo. Met deze club werd ze in het seizoen 2023/24 Nederlands kampioen.

### Interlandcarrière
Kuipers maakt sinds haar zestiende deel uit van het Nederlandse jeugdhandbalteam. Met haar land wist ze op het Europees Olympisch Jeugdfestival 2019 in Bakoe, Azerbeidzjan, een zilveren medaille te winnen. Met Nederland -20 nam ze deel aan het EK in Slovenië. 

## Onderscheidingen

### Internationaal
- - EYOF Bakoe (2019)